# Analytical Sciences
Analytical Sciences, abgekürzt Anal. Sci., ist eine wissenschaftliche Fachzeitschrift, die von der japanischen Gesellschaft für analytische Chemie veröffentlicht wird. Die Zeitschrift erscheint derzeit mit zwölf Ausgaben im Jahr. Es werden Artikel aus allen Bereichen der analytischen Chemie veröffentlicht.
Der Impact Factor lag im Jahr 2014 bei 1,394. Nach der Statistik des ISI Web of Knowledge wird das Journal mit diesem Impact Factor in der Kategorie Analytische Chemie an 51. Stelle von 74 Zeitschriften geführt.